# Stethopathusa corporaali
Stethopathusa corporaali är en tvåvingeart som beskrevs av Schmitz 1921. Stethopathusa corporaali ingår i släktet Stethopathusa och familjen puckelflugor. Inga underarter finns listade i Catalogue of Life.